# لوکیو، پورتوریکو
لوکیو (به انگلیسی: Luquillo) یک منطقهٔ مسکونی در ایالات متحده آمریکا است که در پورتوریکو واقع شده‌است.
 لوکیو ۸۸٫۷۳ کیلومتر مربع مساحت و ۲۰٬۰۶۸ نفر جمعیت دارد.